# Mezipatra

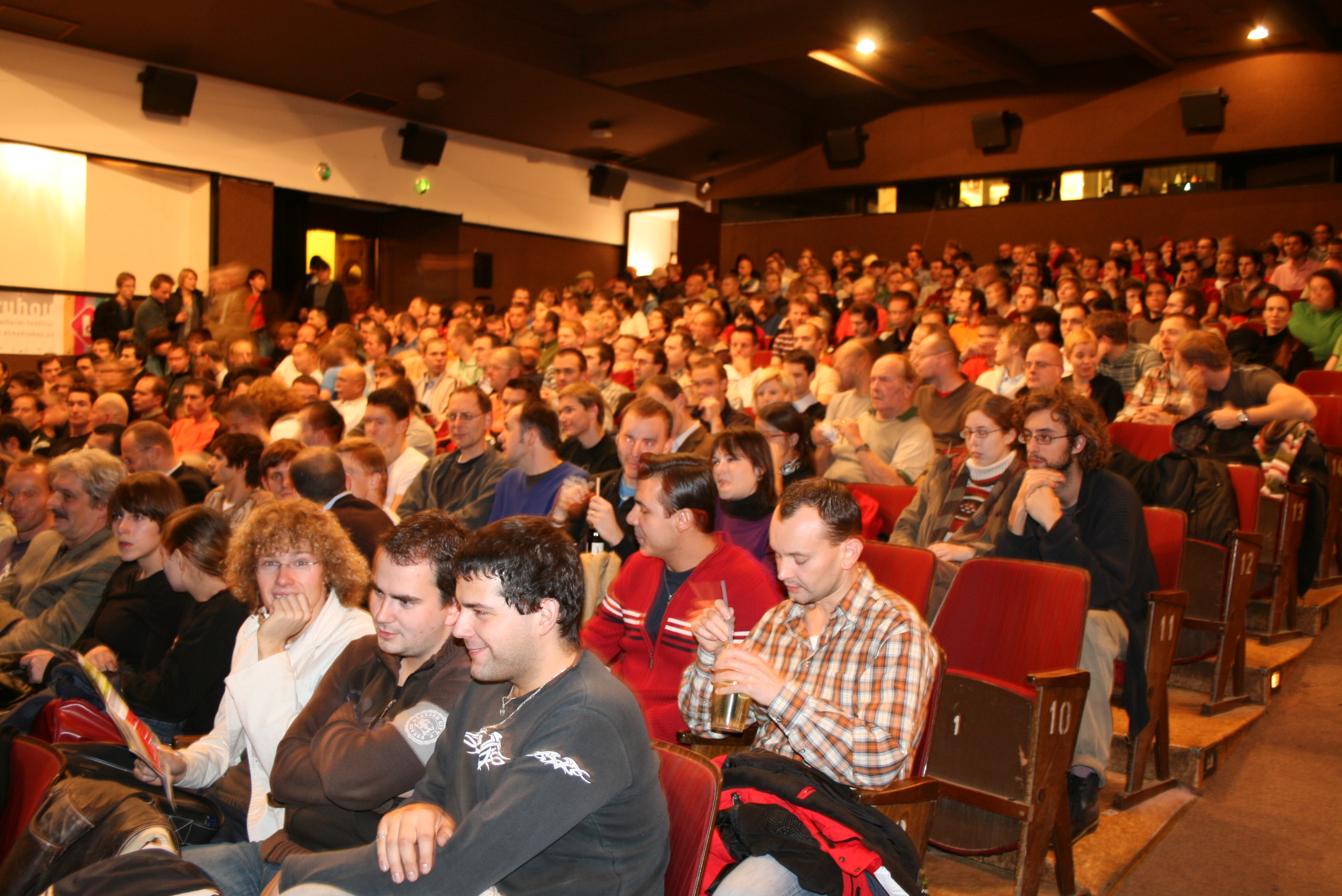
Festival Mezipatra de 2007 en el Cine Svetozor de Praga.

Mezipatra es un festival de cine iniciado en la ciudad checa de Brno en 2000 especializado en el ámbito LGBT, es decir, para la comunidad de lesbianas, gais, bisexuales y transexuales. El nombre significa en checo "entresuelo", definido como un piso intermedio entre dos plantas principales de un edificio: se interpreta como un espacio simbólico de reunión de personas sin importar sus particularidades. El organizador principal del evento es Stud Brno, una asociación civil checa que reúne a gais, lesbianas y sus amigos. 

## Historia
La primera versión del festival fue realizada el año 2000 bajo el nombre de Duha nad Brnem (arcoíris sobre Brno en checo), incluyó la exhibición de ocho películas y documentales, tres presentaciones teatrales y tres exhibiciones simultáneas de bellas artes con un público asistente de 800 personas. Debido al éxito que tuvo durante el primer y segundo año, en la tercera versión se realizó una versión simultánea del festival en Praga, la capital del país. 
A partir de la quinta versión el evento adquirió una notoria internacionalización, con la participación de invitados extranjeros y la presentación de diversos trabajos artísticos de varios países del mundo, que sumada a las 67 presentaciones de cintas fílmicas, se le agregaron eventos musicales y lecturas de libros, atrayendo en total a más de 8 mil espectadores en 2005, de este modo se fomentó el turismo homosexual en las dos ciudades más grandes del país. Durante la sexta versión se agregaron exposiciones de fotografía, paneles de discusión de temas relacionados, una noche literaria y otros eventos de naturaleza artística.
En 2006 fueron presentadas 85 cintas en las dos ciudades principales. Además fueron creados los premios Mezipatra por el diseñador Zdenek Vacek. La versión contó con la participación de Václav Havel, primer presidente de la República Checa y de Pavel Bém, alcalde de Praga. En 2007 contó con el apoyo de las mismas autoridades y fueron exhibidas 95 cintas. Ese año se realizó una versión paralela del festival en Bratislava, capital de Eslovaquia.

## Ganadores
Desde la cuarta edición del festival se incluyó el Premio del Jurado. Los ganadores han sido los siguientes:
| Año  | Nombre               | Director                         |
| ---- | -------------------- | -------------------------------- |
| 2018 | We The Animals       | Jeremiah Zagar                   |
| 2017 | Beach Rats           | Eliza Hittman                    |
| 2016 | O Ornitólogo         | João Pedro Rodrigues             |
| 2015 | Sworn Virgin         | Laura Bispuri                    |
| 2014 | Something Must Break | Ester Martin Bergsmark           |
| 2013 | Rosie                | Marcel Gisler                    |
| 2012 | Keep the Lights On   | Ira Sachs                        |
| 2011 | Trigger              | Bruce McDonald                   |
| 2010 | 80 egunean           | Jon Garaño y José Mari Goenaga   |
| 2009 | Morrer como um homem | João Pedro Rodrigue              |
| 2008 | Mein Freund aus Faro | Nana Neul                        |
| 2007 | Les Témoins          | André Téchiné                    |
| 2006 | Whole New Thing      | Amnon Buchbinder                 |
| 2005 | Cachorro             | Miguel Albaladejo                |
| 2004 | Do I Love You?       | Lisa Gornick                     |
| 2003 | Oi! Warning          | Benjamin Reding y Dominik Reding |

| Año  | Nombre                        | Director                                                        |
| ---- | ----------------------------- | --------------------------------------------------------------- |
| 2018 | Pre-Drink                     | Marc-Antoine Lemire                                             |
| 2017 | Tranzicija                    | Milica Tomović                                                  |
| 2016 | Takk for turen                | Henrik Martin Dahlsbakken                                       |
| 2015 | 9:55–11:00                    | Ingrid Ekman, Bergsgatan 4B, Cristine Berglund & Sophie Vukovic |
| 2014 | Vacance                       | Hyun-Ju Lee                                                     |
| 2013 | Ta av mig                     | Victor Lindgren                                                 |
| 2012 | Dont brejk maj Turbofolk hart | Miona Bogovic                                                   |
| 2011 | Two Beds                      | Kanoko Wynkoop                                                  |
| 2010 | Tom                           | Nimrod Shapira                                                  |
| 2009 | Haboged                       | Tomer Velkoff                                                   |
| 2008 | Bræðrabylta                   | Grímur Hákonarson                                               |
| 2007 | Who's the Top?                | Jennie Livingston                                               |
| 2006 | Offerte speciali              | Gianni Gatti                                                    |
| 2005 | Kär i natten                  | Håkon Liu                                                       |
| 2004 | Thick Lips Thin Lips          | Paul Lee                                                        |

| Año  | Nombre                           | Director                     |
| ---- | -------------------------------- | ---------------------------- |
| 2018 | The Miseducation of Cameron Post | Desiree Akhavan              |
| 2017 | God's Own Country                | Francis Lee                  |
| 2016 | The Queen of Ireland             | Conor Horgan                 |
| 2015 | Antonia's Line                   | Marleen Gorris               |
| 2014 | Children 404                     | Askold Kurov & Pavel Loparev |
| 2013 | Any Day Now                      | Travis Fine                  |
| 2012 | Cloudburst                       | Thom Fitzgerald              |
| 2011 | Weekend                          | Andrew Haigh                 |
| 2010 | Sasha                            | Dennis Todorovic             |
| 2009 | Patrik 1,5                       | Ella Lemhagen                |
| 2008 | Breakfast with Scot              | Laurie Lynd                  |
| 2007 | The Bubble                       | Eytan Fox                    |
| 2006 | Whole New Thing                  | Amnon Buchbinder             |
| 2005 | Supper Man                       | Albert Vlk                   |
| 2004 | Mambo Italiano                   | Émile Gaudreault             |
| 2003 | Tillsammans                      | Lukas Moodysson              |
| 2002 | El hada ignorante                | Ferzan Özpetek               |
| 2001 | Todo sobre mi madre              | Pedro Almodóvar              |